# Partito d'Azione Progressista
Il Partito d'Azione Progressista (in spagnolo Partido d'Acción Progresista) era un partito politico cubano fondato da Fulgencio Batista due anni prima del colpo di Stato, che fu effettuato nel 1952. Il golpe del 1952 portò alla scomparsa dei partiti storici cubani, quali quello: Autentico, Ortodosso e Liberale.
Il partito dominò la vita politica cubana fino alla vittoria delle forze rivoluzionarie guidate da Fidel Castro, Camilo Cienfuegos e Che Guevara nel 1959, che portò all'instaurazione del regime comunista e la messa al bando di partiti controrivoluzionari, anche quelli non legati al regime di Batista.